# Yogi et Compagnie
Pour le personnage de fiction, voir Yogi l'ours. Pour les articles homonymes, voir Yogi (homonymie).
Yogi et Compagnie (Yogi's Treasure Hunt) est une série télévisée d'animation américaine en 27 épisodes de 19 minutes, créée et produite par les studios Hanna-Barbera et diffusée en syndication du 6 septembre 1985 au 25 mars 1988 dans The Funtastic World of Hanna-Barbera .
En France, la série a été diffusée à partir du 26 septembre 1986 dans Cabou Cadin sur Canal+, puis rediffusée dans l'émission Hanna-Barbera dingue dong en 1990 sur Antenne 2.
Au Québec, le titre Yogi et Compagnie (ou Yogi et Cie) a été utilisé pour désigner la série Yogi's Gang (en) (1973) diffusée à partir de juin 1975 sur Radio-Canada Télévision. 

## Synopsis
Yogi et ses amis vont à la chasse au trésor à travers le monde, comme leur a demandé Top Cat. Ils voyagent à bord de leur navire, le SS Jelly Roger. Face à eux, Satanas et Diabolo voyagent à bord leur navire, le SS Dirty Tricks, et essayent de battre Yogi ses amis en leur jouant de mauvais tours.

## Distribution

### Voix originales
- Daws Butler : Yogi Bear (Yogi l'ours en VF) / Huckleberry Hound (Roquet Belles-Oreilles en VF) / Augie Doggie (Jappy Toutou en VF) / Quick Draw McGraw (Grangallo Tirevite en VF) / Snagglepuss (Alcibiade en VF) / Snooper and Blabber (Fouinard et Babillard en VF) / Wally Gator / Mr. Jinks / Peter Potamus /  Baba Looey (Petitro en VF) / Hokey Wolf (Garoup le loup en VF) / Lippy the Lion (Lippy le lion en VF) / Undercover Elephant / Yippee Coyote
- Don Messick :  Boo-Boo Bear (Boubou en VF) / Ranger Smith / Muttley (Diabolo en VF) / le narrateur / Touché Turtle (Touché la Tortue en VF) / Ruff / Ricochet Rabbit / The President of Amnesia
- Arnold Stang : Top Cat (Le Pacha en VF)
- John Stephenson : Doggie Daddy (Pappy Toutou en VF) / Officer Dibble (l'agent Crampon en VF) / The President of Rhubarbia / Magnifico the Great / King Tutti-Frutti
- Paul Winchell : Dick Dastardly (Satanas en VF)

## Épisodes
1. L'Énigme du centre de la Terre (The Riddle in the Middle of the Earth)
2. La Jungle (Bungle in the Jungle)
3. Le Conte grand coloré (Countdown Drac)
4. Le Retour d'El Kabong (The Return of El Kabong)
5. Titre français inconnu (Ole the Red Nose Viking)
6. La Malédiction de Tutti Frutti (The Curse of Tutti-Frutti)
7. Yogi et la Licorne (Yogi and the Unicorn)
8. L'Affaire du diamant sans espoir (The Case of the Hopeless Diamond)
9. Le Livre de magie de Merlin (Merlin's Lost Book of Magic)
10. Beverly Hills n'est plus ce qu'il a été (Beverly Hills Flop)
11. Suivons le navire d'or (Follow the Yellow Brick Gold)
12. Les abeilles font du miel (To Bee or Not to Bee)
13. La Planète rubis (Heavens to Planetoid)
14. Mélo-méli (Beswitched, Buddha'd and Bewildered)
15. La Pépite vient en mangeant (There's No Place Like Nome)
16. Le Grand Trésor d'Amérique (The Great American Treasure)
17. Titre français inconnu (Huckle Hero)
18. La Joconde lionne (The Moaning Liza)
19. Titre français inconnu (Snow White & the 7 Treasure Hunters)
20. Titre français inconnu (Yogi's Heroes)
21. Titre français inconnu (The Attack of Dr. Mars)
22. Titre français inconnu (20,000 Leaks Under the Sea)
23. Titre français inconnu (Goodbye, Mr. Chump)
24. Chaîne à la télévision (Yogi Bear on the Air)
25. Yogi et le Haricot magique (Yogi and the Beanstalk)
26. Le Monstre avare (The Greed Monster)
27. Titre français inconnu (Secret Agent Bear)